# Now in November
Now in November – powieść amerykańskiej pisarki Josephine Johnson, opublikowana w 1934 nakładem oficyny Simon & Schuster. Utwór dwudziestoczteroletniej autorki okazał się nieoczekiwanie dla niej samej sukcesem artystycznym i wydawniczym. W 1935 otrzymała za nią Nagrodę Pulitzera. Powieść przedstawia Amerykę w czasach wielkiego kryzysu. Opowiada o drobnych farmerach ze stanu Missouri.